# Johannes van Hooydonk
Johannes van Hooydonk, né le 2 août 1782 et mort le 25 avril 1868, est un évêque catholique néerlandais.

## Biographie
Johannes van Hooydonk est nommé par le Saint-Siège vicaire apostolique de Breda en 1827. Il est nommé évêque in partibus de Dardanie (de), le 18 janvier 1842 et consacré en mai suivant par Mgr Cornelius Ludovicus de Wijkerslooth avec comme co-consécrateurs Joannes Paredis (nl) et Johannes Theodor Laurent. Mgr van Hooydonk prend pour devise : simpliciter et confidenter.
Le royaume uni des Pays-Bas, officiellement calviniste, n'a pas encore autorisé à cette époque le rétablissement de la hiérarchie épiscopale aux Pays-Bas. Elle n'est rétablie qu'en 1853. Van Hooydonk devient alors premier évêque de Breda, ce qu'il reste jusqu'à sa mort. 
Van Hooydonk permet et protège entre autres la congrégation des frères de l'Immaculée-Conception de Huijbergen. Il est apprécié par ses sermons et ses mandements de carême dont certains mettent en garde contre les excès du carnaval. Johannes van Genk (1803-1874) lui succède.

## Succession apostolique
Johannes van Hooydonk a ordonné les évêques suivants :
- Évêque Antonius van Dyck (1847)
- Évêque Joannes van Genk (nl) (1851)